# Desescolarización
La desescolarización es un término que designa un método educativo y una filosofía que promueve la libertad de los niños de elegir lo que quieren aprender. Los estudiantes aprenden durante las actividades cotidianas como el juego, tareas del hogar, intereses y curiosidad personales, trabajo y contratos de aprendizaje, viajes, libros, clases particulares, familia, mentores e interacción social. Quienes desescolarizan exploran actividades iniciadas por los niños, pues creen que cuanto más individual es el aprendizaje, tanto mayor es su importancia, grado de asimilación y utilidad para el niño. Si bien es compatible con la asistencia a cursos, la desescolarización cuestiona la utilidad del currículo estándar, las calificaciones y otras medidas tradicionales para educar a niños que son diferentes.          
El término "desescolarización" (deschooling o unschooling en inglés) fue acuñado en los años 70 y usado por el educador John Holt, quien es considerado como el "padre de la desescolarización". Si bien suele verse como parte del movimiento Homeschooling, que propone una forma distinta de educación que involucra al hogar como eje central, hay debates de quienes pueden estar tan en desacuerdo con esta noción como lo están con la escolaridad tradicional. Al parecer donde el Homeschooling ha sido objeto de mucho debate, la descolarización ha recibido poca atención. Hay críticas que sugieren verla como una filosofía educativa extrema, aduciendo que los niños descolarizados no desarrollan las habilidades sociales, estructuración y motivación de quienes han sido escolarizados. En respuesta a esto, se considera que la educación no escolarizada, en un entorno natural, fortalece a la persona para enfrentarse al mundo real.
La descolariazción suele considerarse una teoría educativa que nace en los años setenta seguida de los movimientos ecologistas y estudiantiles. El primero en utilizar este término fue Everett Reimer en un seminario en el CIDOC (centro de documentación en México), aunque se hizo famoso por Ivan Illich. Las dos obras que más están relacionadas con este concepto son: La escuela está muerta y Desescolarizar a la sociedad, las dos publicadas en 1970. Incluso John Holt, considerado el propulsor de los movimientos de homeschooling y unschooling, participó en estos seminarios escribiendo el texto Freedom and Beyond, donde se considera a sí mismo un desescolarizador.
Según estos filósofos los estudiantes aprenden a través de las experiencias de su vida, incluidos sus intereses personales y juegos privados, su participación en equipos deportivos y por aceptar y hacerse cargo de responsabilidades en el hogar.